# Acheiropodie
Die Acheiropodie, von altgriechisch χείρ cheir, deutsch ‚Hand‘, altgriechisch πούς, ποδός pous, podos, deutsch ‚Fuß‘ + ἀ Alpha privativum, ist das Fehlen von Händen und Füßen. Es handelt sich um eine sehr seltene angeborene Fehlbildung, bei der Teile des peripheren Extremitätenanteils fehlen.
Sie kann zusammen mit der Aphalangie (Fehlen von Finger- oder Zehengliedern), der Adaktylie (Fehlen von Fingern oder Zehen) zu den Terminalen transversalen Extremitätendefekten gezählt werden. Fehlt eine ganze Extremität, wird das als Amelie bezeichnet.
Synonym: Horn-Kolb-Syndrom
Die Erstbeschreibung stammt aus dem Jahre 1929 durch W. Peacock.

## Verbreitung
Die Häufigkeit wird mit unter 1 zu 1.000.000 angegeben, die Vererbung erfolgt autosomal-rezessiv. Bislang wurde diese Fehlbildung fast nur in Brasilien beschrieben.

## Ursache
Der Erkrankung liegen Mutationen im LMBR1-Gen auf Chromosom 7 Genort q36.3 zugrunde, welches für ein Limb Development Membrane Protein kodiert.
Mutationen in diesem Gen finden sich auch bei:
- Eaton-McKusick-Syndrom
- Laurin-Sandrow-Syndrom
- Polydaktylie des triphalangealen Daumens
- SD4, Synonym: Polysyndaktylie Typ Haas[6]
- Triphalangealer Daumen

## Klinische Erscheinungen
Klinische Kriterien sind:
- Manifestation vorgeburtlich oder im Neugeborenenalter
- beidseits fehlen wie amputiert Hände und Füße

Funktionelle Anpassung ist gut, auch Gehen ist mit Prothesen möglich.

## Diagnose
Die Diagnose ergibt sich klinisch. Im Röntgen sieht man das Fehlen der distalen Humerusepiphyse, der Tibiadiaphyse sowie eine Aplasie von Radius, Ulna, Fibula und allen Hand- und Fußknochen.
Die Diagnose kann vorgeburtlich durch Ultraschall etwa ab der 23. Schwangerschaftswoche gestellt werden.

## Bei Tieren
Die Fehlbildung kann auch bei Tieren auftreten. Bereits im Jahre 1939 war über diese Fehlbildungen (und andere) bei Kaninchen berichtet worden.